# كاسلفينيا: أوردر أوف إكليجيا
كاسلفينيا: أوردر أوف إكليجيا (بالإنجليزية: Castlevania: Order of Ecclesia)‏ ، هي لعبة فيديو من نوع منصات، أنتجت عام 2008م ونشرها شركة كونامي.

## وصلات خارجية
- Official website (باليابانية)
- Castlevania: Order of Ecclesia at Nintendo.com